# Râul Apatiu
Râul Apatiu este un curs de apă, afluent al Meleșului. 